# 安部浩平
安部 浩平（あべ こうへい、1923年12月8日 - 2005年11月8日）は、日本の経営者。中部電力社長を務めた。東京都出身。

## 経歴
1949年に京都大学法学部を卒業し、同年に中部配電(のちの中部電力)に入社。1979年6月に取締役に就任し、岐阜支店長、常務を経て、1989年6月に副社長に就任し、1991年6月には社長に昇格した。1995年6月に会長に就任し、2001年6月から相談役に就任した。
電気事業連合会会長、中部経済連合会会長も務め、中部経済界のリーダーとして活躍し、中部国際空港の建設と愛知万博の誘致に尽力した。
2001年11月に勲一等瑞宝章を受章した。
2005年11月8日急性骨髄性白血病のために死去。81歳没。